# N467 (België)
De N467 is een gewestweg in België tussen Schoonaarde (N416) en Donk (N445).
De weg heeft een lengte van ongeveer 7 kilometer.
De gehele weg bestaat uit twee rijstroken voor beide rijrichtingen samen.

## Plaatsen langs de N467
- Schoonaarde
- Berlare
- Donk